# إليمان كوليبالي
إليمان كوليبالي (بالفرنسية: Elimane Coulibaly)‏ (15 مارس 1980 بداكار في السنغال - ) هو لاعب كرة قدم سنغالي وبلجيكي في مركز الهجوم. لعب مع أوستينده وبيرسخوت إيه سي وموسكرون بيروفيلز ونادي جان دارك ونادي غينت ونادي كورتريك وK.M.S.K. Deinze ‏.

## وصلات خارجية
- إليمان كوليبالي على موقع الاتحاد الأوربي (الإنجليزية)
- إليمان كوليبالي على موقع قاعدة بيانات كرة القدم.إي يو (الإنجليزية)
- إليمان كوليبالي على موقع Soccerway.com (الإنجليزية)